# Torre d'en Galmés
La città talaiotica di Torre d'en Galmés (o Gaumés), situata a Minorca, è uno dei siti archeologici più grandi delle Isole Baleari. Si trova su una collina da cui si può vedere gran parte del sud dell'isola. Vi si accede dalla strada che va dal paese di Alaior alla spiaggia di Son Bou. La città si sviluppò dall'era pre-talaiotica (prima del 1400 a.C.) all'epoca romana, sebbene siano stati ritrovati anche alcuni resti del periodo medievale. Tuttavia, la maggior parte delle strutture visibili oggi corrispondono all'età del ferro.
È uno dei 32 siti preistorici presentati per la candidatura di Minorca Talaiotica a patrimonio dell'umanità presso l'UNESCO.

## Storia
Joan Flaquer i Fàbregues scavò il sito nel 1942. Tra il 1974 e il 1984 si sono svolte diverse campagne di scavo, che hanno portato alla scoperta di diverse case circolari, e dal 2001 l'area meridionale del villaggio ha beneficiato di altre cinque campagne di scavo, tra cui una guidata dalla Boston University. Il sito è stato dichiarato Bene di Interesse Culturale nel 2001 con il riferimento RI55-0000686.

## Descrizione
È la città preistorica più grande delle Isole Baleari, con una superficie di 62.000 m². La seconda città più grande per dimensioni si trova a Maiorca con dimensioni di 17.000 metri quadrati. Offre monumentalità e varietà di resti: tre talaiot, un sistema di raccolta dell'acqua piovana, tre stanze ipostile, un recinto taula, 27 abitazioni documentate e varie grotte scavate nella roccia. Tra i materiali archeologici rinvenuti in questo sito spicca una statuetta in bronzo del dio egizio Imhotep, rinvenuta nel recinto di Taula. È l'unica figura con queste caratteristiche rinvenuta in un contesto archeologico, al di fuori dell'Egitto. Gli oggetti che lo accompagnavano permettono di ipotizzare che a Torre d'en Galmés vivesse qualcuno che conosceva i rituali legati al culto di Imhotep.